# Rio Barra Grande (vattendrag i Brasilien, Santa Catarina)
Rio Barra Grande är ett vattendrag i Brasilien.   Det ligger i delstaten Santa Catarina, i den södra delen av landet, 1 400 km söder om huvudstaden Brasília.
Trakten runt Rio Barra Grande består till största delen av jordbruksmark. Runt Rio Barra Grande är det ganska glesbefolkat, med 22 invånare per kvadratkilometer.